# Nagapattinam (stad)
Nagapattinam is een havenstad in de Indiase staat Tamil Nadu, met 92.525 inwoners (2001). De stad is de hoofdplaats van het district Nagapattinam. Verouderde namen en andere spellingswijzen zijn Nagappattinam, Nagapatnam, Negapatnam en Negapattinam. De stad ligt in de delta van de Kaveri. Visserij is een belangrijke bron van inkomsten.

## Geschiedenis
De stad werd al genoemd door de Griekse geograaf Ptolemaeus als belangrijk handelscentrum. Vanaf de 8e eeuw n.Chr. was Nagapattinam een boeddhistisch centrum, bekend onder de naam Padarithitha. Ook in het rijk van de Chola's (2e-13e eeuw) was het een prominente havenstad. 
Portugezen legden in het begin van de 16e eeuw handelscontacten en vestigden er in 1554 een handelspost. Nederlanders onder leiding van majoor Jan van der Laan bezetten de stad in 1658 en verjoegen de Portugezen. In 1676 erkende de plaatselijke prins de Nederlandse claims op de stad. Het werd in 1690 de zetel van de gouverneur van de VOC aan de Coromandelkust. Ter verdediging werd vanaf 1687 het fort Vijf Sinnen gebouwd, gebruik makend van het puin dat resteerde na een vloedgolf die de stad in 1680 had getroffen.

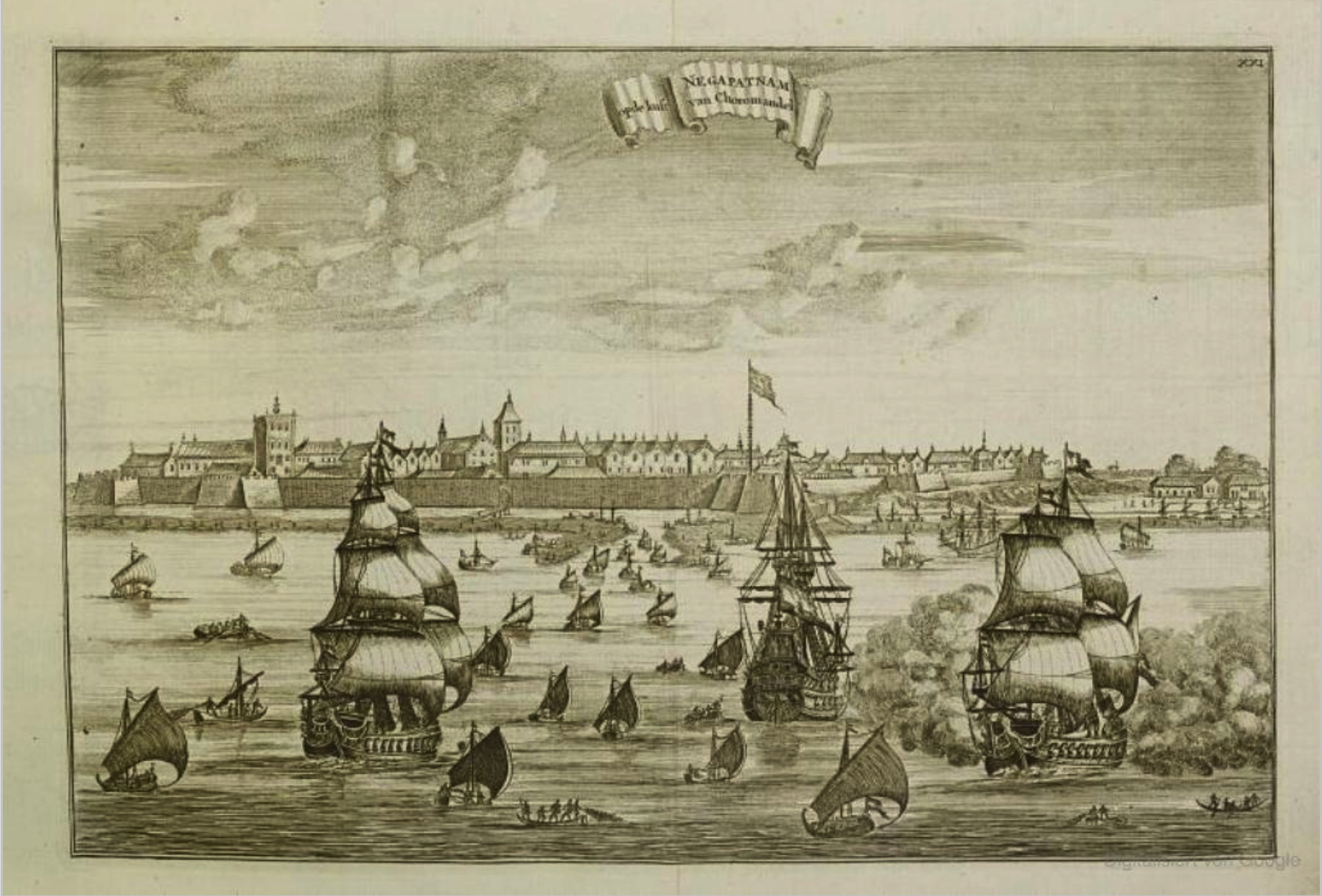
Negapatnam in de 17e eeuw

In 1781 veroverden troepen van de Britse Oost-Indische Compagnie Nagapattinam na een belegering van vier maanden. Door die verovering gingen kostbare handelsvoorraden verloren, ter waarde van 21 miljoen gulden. In juli 1782 werd de stad veroverd door admiraal Pierre André de Suffren de Saint Tropez. Op 20 januari 1783 werd de stad bij de onderhandelingen tussen Frankrijk, Spanje en Engeland door Charles Gravier, de graaf van Vergennes aan de Engelsen afgestaan. Na 1787 zou de Republiek pogingen doen de stad en de specerijenmonopolie terug te krijgen, maar de onderhandelingen die vijf jaar duurden, leverden uiteindelijk niets op. De Britten verlieten de stad in 1948, bij de onafhankelijkheid van India.
Nagapattinam werd net als naburige kuststeden zwaar getroffen door de tsunami die volgde op de aardbeving in de Indische Oceaan op 26 december 2004.